# 阿朗蒂耶尔
阿朗蒂耶尔（法語：Arrentières，法語發音：[aʁɑ̃tjɛʁ]）是法国奥布省的一个市镇，属于奥布河畔巴尔区。

## 地理
阿朗蒂耶尔（48°15'48"N, 4°44'33"E）面积13.91 平方千米，位于法国大東部大區奥布省，该省份为法国中北部省份，北起马恩省，西接塞纳-马恩省，西南至约讷省，东南至科多尔省，东临上马恩省。
与阿朗蒂耶尔接壤的市镇（或旧市镇、城区）包括：阿耶维尔、奥布河畔巴尔、科隆贝拉福斯、昂让特、弗雷奈、莱维尼、蒙捷昂利勒、瓦尼。

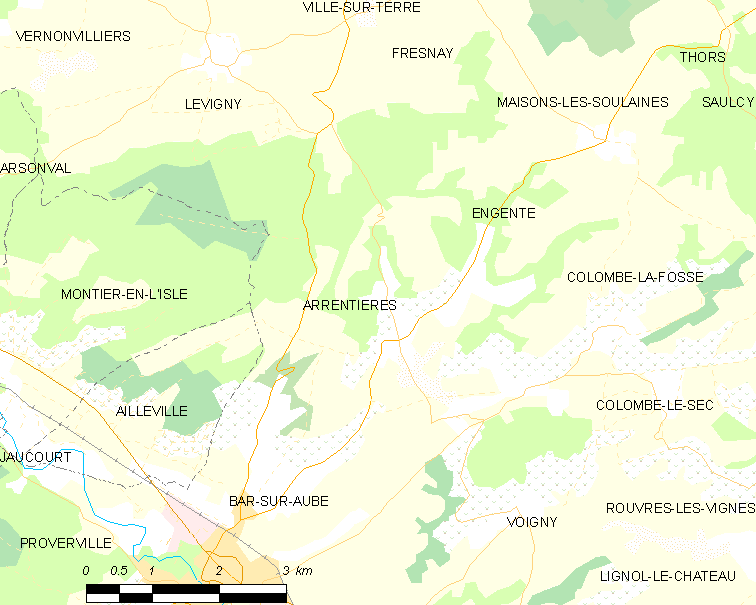
阿朗蒂耶尔的OSM定位图

阿朗蒂耶尔的时区为UTC+01:00、UTC+02:00（夏令时）。

## 行政
阿朗蒂耶尔的邮政编码为10200，INSEE市镇编码为10011。

## 政治
阿朗蒂耶尔所属的省级选区为奥布河畔巴尔县。

## 人口

1962-2008年间阿朗蒂耶尔人口变化图示

阿朗蒂耶尔于2022年1月1日时的人口数量为187人。